# Baeocera danielae
Espèce
Baeocera danielae est une espèce de coléoptères de la famille des Staphylinidae et de la sous-famille des Scaphidiinae.

## Répartition et habitat
Cette espèce est décrite des Philippines.

## Étymologie
Ivan Löbl dédie le nom de l'espèce à son épouse Daniela, qui l'assiste avec efficacité malgré des conditions de travail sur le terrain difficiles.